# 아테네 헌법 (크세노폰 위작)
아테네 헌법(Ancient Greek: Ἀθηναίων πολιτεία, 아테나이온 폴리테이아 )은 "아테네 국가에 관하여 "라는 제목으로도 알려진 고전 아테네의 정부와 사회에 관한 짧은 논문이다.해당 논문의 작성 시기와 저자에 대해서는 많은 논란이 있었다. 이 논문은 아테네 정부의 조직을 논하며, 특히 아테네 민주주의와 해군 강국으로서의 지위 사이의 관계에 초점을 맞추고 있다.

## 저자
이 논문은 크세노폰의 저서들과 함께 발견되어 그의 저서로 여겨졌지만, 현재는 그의 작품이 아닌 것으로 간주된다. 이 작품의 저자는 길버트 머레이가 최초로 붙여준 "늙은 과두파"라는 별칭으로 불린다. 학자들은 저자의 정치적 견해에 대해 의견이 다르다. 대부분의 학자들은 이 작품이 저자의 정치적 성향을 직접적으로 반영한 것으로 보아 저자를 진정한 과두제 지지자로 보지만, 일부는 해당 논문의 주장들을 저자가 진심으로 믿는 것이 아니라 일종의 지적 유희로서 작성한 것으로 본다.
많은 학자들이 해당 위작을 알려진 역사적 인물과 연결시키려고 시도했지만 이러한 시도는 큰 성과를 내지 못했다. 자주 거론된 저자 후보 중 한 명은 크리티아스로, 그는 기원후 404년에 30인의 참주 중 한 명이 되는 인물이다. 그러나 이 주장을 뒷받침할 만한 증거는 거의 없으며, 크리티아스의 철학은 "늙은 과두파"의 철학과 일치하지 않는 것으로 보인다. 예를 들어, 헌법 1.2에 제안된 정의의 개념은 이 주제에 대한 크리티아스의 생각과 다르다.

## 작성 시기
학자들이 추정한 아테네 헌법의 작성 시기는 기원전 443년부터 기원전 406년까지 다양하다. 대부분의 학자들은 펠로폰네스 전쟁 중 한 시기에 해당 논문이 작성된 것으로 추정한다. 학자들이 추측한 작성 시기의 하한 연대(terminus ante quem)는 기원전 424년의 브라시다스의 원정이다. 로셔는 브라시다스의 원정이 육상 기반 국가가 원정군을 본국에서 멀리 파견하는 것이 불가능하다는§2.5의 주장에 대한 반증이라고 주장했다. 그러나 해럴드 매팅리는 브라시다스의 원정은 해당 통념에 대해 매우 예외적인 사건이었기 때문에 실제로 이보다 나중에 논문이 작성되었을 수 있다고 주장한다. 실제로 매팅리는 아테네 헌법이 일반적으로 생각되는 것보다 나중에 작성되었다는 증거가 있다고 주장한다. 그는 §3.4에 언급된 헤파이스티아 축제가 기원전 421년에 제정되었으며, 그렇기에 아테네 헌법이 브라시다스의 원정 이후에 작성되었다고 주장한다.

## 내용
저자는 서론에서 자신은 아테네의 정부 시스템을 개인적으로 불호하지만 그것이 자체 목적에 맞게 잘 설계되었다는 것을 인정한다고 말한다. 서론을 마치고 "늙은 과두파"는 아테네 체계의 특정 측면과 그것들이 아테네의 민주주의의 이익을 증진하는 데 어떻게 작용하는지 논의하기 시작한다.
아테네 헌법은 아테네의 해군 우위와 민주주의 간의 상호 의존성에 초점을 맞춘다. 저자는 아테네 민주주의 체제의 특징이라고 생각되는 세 가지 특징을 논의한다. 저자가 제시한 아테네 민주주의의 세 가지 특징은: 이 체계가 일반 대중에게 이득이 되고, 사회적 악덕이 흔해지도록 허용했으며, 에우노미아(“좋은 질서”)를 추구하는 데 관심이 없다는 것이다.

## 추가 참조
- 아테네의 헌법(아리스토텔레스)

### 인용 저서
- Horn, Robert C. (1945). “The Constitution of the Athenians”. 《The Classical Weekly》 38 (23): 182–183. doi:10.2307/4342124. JSTOR 4342124.
- Mattingly, Harold B. (1997). “The Date and Purpose of the Pseudo-Xenophon Constitution of Athens”. 《The Classical Quarterly》 47 (2): 352–357. doi:10.1093/cq/47.2.352.
- Nakategawa, Yoshio (1995). “Athenian Democracy and the Concept of Justice in Pseudo-Xenophon's "Athenaion Politeia"”. 《Hermes》 123 (1): 28–46. JSTOR 4477057.
- Norwood, Gilbert (1930). “The Earliest Prose Work of Athens”. 《The Classical Journal》 25 (5).
- Roberts, Jennifer Tolbert (2011). 《Athens on Trial: The Antidemocratic Tradition in Western Thought》. Princeton: Princeton University Press. ISBN 9781400821327.
- Sealey, Raphael (1973). “The Origins of "Demokratia"”. 《California Studies in Classical Antiquity》 6: 253–295. doi:10.2307/25010657. JSTOR 25010657.\